# Canada op de Olympische Zomerspelen 1908
Canada nam deel aan de Olympische Zomerspelen 1908 in Londen, Engeland. Er namen 87 sporters deel in elf olympische sportdisciplines, waarbij zestien medailles werden behaald.

## Medailleoverzicht
| Sport       | Olympiër(s) | Onderdeel                | Medaille |
| ----------- | --- | ------------------------ | -------- |
| Atletiek    | Robert Kerr | 200m (m)                 | Goud     |
| Lacrosse    | Patrick Brennan John Broderick George Campbell Gus Dillon Frank Dixon Richard Louis Duckett J. Fyon Thomas Gorman Ernest Hamilton Henry Hoobin A. Mara Clarence McKerrow D. McLeod George Rennie Alexander Turnbull | mannen                   | Goud     |
| Schietsport | Walter Ewing | trap (m)                 | Goud     |
| Atletiek    | Garfield MacDonald | hink-stap-springen (m)   | Zilver   |
| Schietsport | George Beattie | trap (m)                 | Zilver   |
| Schietsport | George Beattie Walter Ewing Mylie Fletcher David McMackon George Vivian Arthur Westover | trap team (m)            | Zilver   |
| Atletiek    | Robert Kerr | 100m (m)                 | Brons    |
| Atletiek    | Calvin Bricker | verspringen (m)          | Brons    |
| Atletiek    | Edward Archibald | polsstokhoogspringen (m) | Brons    |
| Atletiek    | Con Walsh | hamerslingeren (m)       | Brons    |
| Roeien      | Norway Jackes Frederick Toms | twee-zonder (m)          | Brons    |
| Roeien      | Gordon Balfour Becher Gale Charles Riddy Geoffrey Taylor | vier-zonder (m)          | Brons    |
| Roeien      | Gordon Balfour Becher Gale Douglas Kertland Walter Lewis Charles Riddy Irvine Robertson Geoffrey Taylor Julius Thomson Joseph Wright                                                                                | acht (m)                 | Brons    |
| Schietsport | Charles Crowe William Eastcott S. Harry Kerr Dugald McInnes William Smith Bruce Williams | militair geweer (m)      | Brons    |
| Wielersport | William Anderson Walter Andrews Frederick McCarthy William Morton | ploegenachtervolging (m) | Brons    |
| Worstelen   | Aubert Coté | -54kg vrije stijl (m)    | Brons    |

## Deelnemers en resultaten

### Atletiek
| Olympiër                                                 | Onderdeel                | Resultaat    | Prestatie                                                                |
| -------------------------------------------------------- | ------------------------ | ------------ | ------------------------------------------------------------------------ |
| David Beland                                             | 100m (m)                 | series       | serie 5: 3de                                                             |
| Robert Kerr                                              | 100m (m)                 | Brons        | serie 10: 1ste in 11,0 halve finale 2: 1ste in 11,0 finale: 3de in 11,0  |
| Frank Lukeman                                            | 100m (m)                 | series       | serie 13: 2de in 13,7                                                    |
| Louis Sebert                                             | 100m (m)                 | series       | serie 14: 2de in 13,7                                                    |
| Robert Kerr                                              | 200m (m)                 | Goud         | serie 11: 1ste in 22,2 halve finale 1: 1ste in 22,6 finale: 1ste in 22,6 |
| Frank Lukeman                                            | 200m (m)                 | series       | serie 3: 3de                                                             |
| Louis Sebert                                             | 200m (m)                 | series       | serie 10: 2de in 22,8                                                    |
| Donald Buddo                                             | 400m (m)                 | series       | serie 6: 2de in 51,2                                                     |
| Louis Sebert                                             | 400m (m)                 | halve finale | serie 10: 1ste in 50,2 halve finale 4: 2de in 49,5                       |
| Donald Buddo                                             | 800m (m)                 | series       | serie 5: 3de                                                             |
| R. Irving Parkes                                         | 800m (m)                 | series       | serie 2: 3de                                                             |
| John E. Fitzgerald                                       | 1500m (m)                | series       | serie 8: 7de                                                             |
| William Galbraith                                        | 1500m (m)                | series       | serie 7: 3de in 4.20,2                                                   |
| Frederick Meadows                                        | 1500m (m)                | series       | serie 1: 3de in 4.12,2                                                   |
| John Tait                                                | 1500m (m)                | 4e           | serie 5: 1ste in 4.12,2 finale: 4de in 4.06,8                            |
| John E. Fitzgerald                                       | 5 mijl (m)               | 7e           | serie 5: 2de in 26.05,8 finale: 7de                                      |
| William Galbraith                                        | 5 mijl (m)               | series       | serie 6: 2de in 27.23,3                                                  |
| Frederick Meadows                                        | 5 mijl (m)               | 6e           | serie 4: 2de in 26.16,4 finale: 6de in 26.16,2                           |
| John Tait                                                | 5 mijl (m)               | DNF          | serie 4: niet gefinisht                                                  |
| Ted Savage                                               | 110m horden (m)          | series       | serie 5: 3de                                                             |
| John E. Fitzgerald                                       | 3200m steeplechase (m)   | DNF          | serie 6: niet gefinisht                                                  |
| William Galbraith                                        | 3200m steeplechase (m)   | 6e           | serie 3: 1ste in 11.12,4 finale: 6de                                     |
| Frank Lukeman Donald Buddo Louis Sebert R. Irving Parkes | 4x1600m (m)              | series       | serie 3: 3de                                                             |
| Arthur Burn                                              | marathon (m)             | 24e          | 3:50.17,0                                                                |
| Jack Caffery                                             | marathon (m)             | 11e          | 3:12.46,0                                                                |
| Edward Cotter                                            | marathon (m)             | DNF          | niet gefinisht                                                           |
| William Goldsboro                                        | marathon (m)             | 16e          | 3:20.7,0                                                                 |
| George Goulding                                          | marathon (m)             | 22e          | 3:33.26,4                                                                |
| Harry Lawson                                             | marathon (m)             | 7e           | 3:06.47,2                                                                |
| George Lister                                            | marathon (m)             | 27e          | 4:22.45,0                                                                |
| Tom Longboat                                             | marathon (m)             | DNF          | niet gefinisht                                                           |
| Frederick Noseworthy                                     | marathon (m)             | DNF          | niet gefinisht                                                           |
| Frederick Simpson                                        | marathon (m)             | 6e           | 3:04.28,2                                                                |
| John Tait                                                | marathon (m)             | DNF          | niet gefinisht                                                           |
| William Wood                                             | marathon (m)             | 5e           | 3:01.44,0                                                                |
| George Goulding                                          | 3500m snelwandelen (m)   | 4e           | serie 3: 1ste in 15.54,0 finale: 4de in 15.48,8                          |
| George Goulding                                          | 10 mijl snelwandelen (m) | DNF          | serie 2: niet gefinisht                                                  |
| George Barber                                            | verspringen (m)          | 19e          | 6,41m                                                                    |
| Calvin Bricker                                           | verspringen (m)          | Brons        | 7,08m                                                                    |
| Frank Lukeman                                            | verspringen (m)          | 13e          | 6,59m                                                                    |
| Garfield MacDonald                                       | verspringen (m)          | onbekend     |                                                                          |
| Calvin Bricker                                           | hink-stap-springen (m)   | 4e           | 14,10m                                                                   |
| Garfield MacDonald                                       | hink-stap-springen (m)   | Zilver       | 14,76m                                                                   |
| George Barber                                            | hoogspringen (m)         | 10e          | 1,77m                                                                    |
| Garfield MacDonald                                       | hoogspringen (m)         | 13e          | 1,72m                                                                    |
| Edward Archibald                                         | polsstokhoogspringen (m) | Brons        | 3,58m                                                                    |
| George Barber                                            | staand verspringen (m)   | onbekend     |                                                                          |
| George Barber                                            | staand hoogspringen (m)  | onbekend     |                                                                          |
| Con Walsh                                                | hamerslingeren (m)       | Brons        | 48,51m                                                                   |

### Lacrosse
| Olympiër | Onderdeel | Resultaat | Prestatie                     |
| --- | --------- | --------- | ----------------------------- |
| Patrick Brennan John Broderick George Campbell Gus Dillon Frank Dixon Richard Louis Duckett J. Fyon< Thomas Gorman Ernest Hamilton Henry Hoobin A. Mara Clarence McKerrow D. McLeod George Rennie Alexander Turnbull | mannen    | Goud      | W van Groot-Brittannië: 14-10 |

### Roeien
| Olympiër | Onderdeel       | Resultaat | Prestatie                                                                             |
| --- | --------------- | --------- | ------------------------------------------------------------------------------------- |
| Walter Bowler | skiff (m)       | 5e        | 1ste ronde: vrij kwartfinale 1: V van GBR Blackstaffe                                 |
| Louis Scholes | skiff (m)       | 5e        | 1ste ronde: vrij kwartfinale 1: V van GER von Gaza                                    |
| Frederick Toms Norway Jackes | twee-zonder (m) | Brons     | halve finale 1: V van GBR Fenning/Thomson                                             |
| Gordon Balfour Becher Gale Charles Riddy Geoffrey Taylor                                                                             | vier-zonder (m) | Brons     | halve finale 1: V van Groot-Brittannië: 8.40,5                                        |
| Irvine Robertson Joseph Wright Julius Thomson Walter Lewis Gordon Balfour Becher Gale Charles Riddy Geoffrey Taylor Douglas Kertland | acht (m)        | Brons     | kwartfinale 1: W van Noorwegen: 8.16,7 halve finale 1: V van Groot-Brittannië: 8.14,9 |

### Schermen
| Olympiër    | Onderdeel | Resultaat | Prestatie                        |
| ----------- | --------- | --------- | -------------------------------- |
| Percy Nobbs | degen (m) | 4e        | groep I: 6de met 2 overwinningen |

### Schietsport
| Olympiër                                                                                | Onderdeel                | Resultaat | Prestatie |
| --------------------------------------------------------------------------------------- | ------------------------ | --------- | --- |
| Sydney Brown                                                                            | 100 yard geweer (m)      | 11e       | 89 punten |
| Charles Crowe                                                                           | 100 yard geweer (m)      | 9e        | 90 punten |
| Thomas Elmitt                                                                           | 100 yard geweer (m)      | 28e       | 82 punten |
| James Freeborn                                                                          | 100 yard geweer (m)      | 27e       | 83 punten |
| James Jones                                                                             | 100 yard geweer (m)      | 28e       | 82 punten |
| Harry Kerr                                                                              | 100 yard geweer (m)      | 6e        | 91 punten |
| Arthur Martin                                                                           | 100 yard geweer (m)      | 33e       | 79 punten |
| Dugald McInnes                                                                          | 100 yard geweer (m)      | 16e       | 87 punten |
| Frank Morris                                                                            | 100 yard geweer (m)      | 19e       | 86 punten |
| George Rowe                                                                             | 100 yard geweer (m)      | 35e       | 75 punten |
| Fred Utton                                                                              | 100 yard geweer (m)      | 9e        | 90 punte |
| Arthur Steele                                                                           | 100 yard geweer (m)      | 37e       | 74 punten |
| Charles Crowe William Eastcott Harry Kerr Dugald McInnes William Smith Bruce Williams   | militair geweer team (m) | Brons     | 200 yards: 4de met 412 punten 500 yards: 4de met 418 punten 600 yards: 3de met 414 punten 800 yards: 2de met 434 punten 900 yards: 3de met 394 punten 1000 yards: 3de met 367 punten totaal: 2439 punten |
| George Beattie                                                                          | trap (m)                 | Zilver    | 60 punten |
| Walter Ewing                                                                            | trap (m)                 | Goud      | 72 punten |
| Mylie Fletcher                                                                          | trap (m)                 | 7e        | 53 punten |
| David McMackon                                                                          | trap (m)                 | 12e       | 50 punten |
| Frank Parker                                                                            | trap (m)                 | 27e       | 19 punten |
| George Vivian                                                                           | trap (m)                 | 20e       | 44 punten |
| Arthur Westover                                                                         | trap (m)                 | 5e        | 55 punten |
| George Beattie Walter Ewing Mylie Fletcher David McMackon George Vivian Arthur Westover | trap team (m)            | Zilver    | 1ste ronde: 2de met 114 punten 2de ronde: 2de met 95 punten 3de ronde: 1ste met 196 punten totaal: 405 punten                                                                                            |

### Schoonspringen
| Olympiër         | Onderdeel    | Resultaat | Prestatie                               |
| ---------------- | ------------ | --------- | --------------------------------------- |
| Robert Zimmerman | 3m plank (m) | 13e       | 1ste ronde groep 1: 3de met 74,0 punten |

### Tennis
| Olympiër                             | Onderdeel      | Resultaat | Prestatie |
| Outdoor                              | Outdoor        | Outdoor   | Outdoor |
| ------------------------------------ | -------------- | --------- | --- |
| Claude Russell-Brown                 | enkelspel (m)  | 5e        | 1ste ronde: vrij 2de ronde: W van BOH Žemla: walk-over 3de ronde: W van BOH Slíva: 6-2, 6-1, 6-2 kwartfinale:' V van RSA Richardson: 3-6, 1-6, 0-6 |
| John Foulkes                         | enkelspel (m)  | 9e        | 1ste ronde: vrij 2de ronde: W van NED van Lennep: 6-2, 6-4, 6-3 3de ronde: V van RSA Richardson: 2-6, 4-6, 3-6                                     |
| Robert Powell                        | enkelspel (m)  | 9e        | 1ste ronde: W van NED van Lennep: 6-4, 6-1, 6-2 2de ronde: W van BOH Žemla: 2-6, 6-0, 6-4, 6-1 3de ronde: V van GBR Caridia: 4-6, 6-3, 4-6, 2-6    |
| Hedley Suckling                      | enkelspel (m)  | 17e       | 1ste ronde: vrij 2de ronde: V van BOH Károly: walk-over                                                                                            |
| John Foulkes Robert Powell           | dubbelspel (m) | 9e        | 1ste ronde: vrij 2de ronde: V van GBR Crawley/Powell: 5-7, 3-6, 2-6                                                                                |
| Claude Russell-Brown Hedley Suckling | dubbelspel (m) | 5e        | 1ste ronde: vrij 2de ronde: W van BOH Žemla/Žemla: walk-over kwartfinale: V van FRA Décugis/Germot: walk-over                                      |

### Turnen
| Olympiër        | Onderdeel                | Resultaat | Prestatie |
| --------------- | ------------------------ | --------- | --------- |
| Orville Elliott | meerkamp individueel (m) | 80e       |           |
| Allan Keith     | meerkamp individueel (m) | 59e       |           |

### Wielersport
| Olympiër                                                          | Onderdeel                | Resultaat    | Prestatie                                                                                 |
| ----------------------------------------------------------------- | ------------------------ | ------------ | ----------------------------------------------------------------------------------------- |
| Walter Andrews                                                    | 603,5m (m)               | halve finale | serie 8: 1ste in 55,8 halve finale 1: 4de                                                 |
| Frederick McCarthy                                                | 603,5m (m)               | series       | serie 2: 2de                                                                              |
| William Morton                                                    | 603,5m (m)               | series       | serie 14: 3de                                                                             |
| William Anderson                                                  | 5000m (m)                | series       | serie 7: 3de                                                                              |
| Walter Andrews                                                    | 5000m (m)                | series       | serie 6: 5de                                                                              |
| Frederick McCarthy                                                | 5000m (m)                | series       | serie 2: 2de                                                                              |
| William Morton                                                    | 5000m (m)                | series       | serie 3: 5de                                                                              |
| William Anderson                                                  | 20km (m)                 | series       | serie 5: 3de in 34.55,6                                                                   |
| Walter Andrews                                                    | 20km (m)                 | series       | serie 2: 7de                                                                              |
| Frederick McCarthy                                                | 20km (m)                 | series       | serie 1: 6de                                                                              |
| Harry Young                                                       | 20km (m)                 | series       | serie 3: 3de in 33.45,2                                                                   |
| William Anderson                                                  | 100km (m)                | series       |                                                                                           |
| Walter Andrews                                                    | 100km (m)                | 6e           | serie 2: 5de finale: 6de                                                                  |
| Frederick McCarthy                                                | 100km (m)                | DNF          | serie 1: niet gefinisht                                                                   |
| William Morton                                                    | 100km (m)                | DNF          | serie 2: niet gefinisht                                                                   |
| Harry Young                                                       | 100km (m)                | DNF          | serie 2: 9de finale: niet gefinisht                                                       |
| Frederick McCarthy                                                | sprint (m)               | series       | serie 4: 4de                                                                              |
| William Morton                                                    | sprint (m)               | series       | serie 9: 2de                                                                              |
| Frederick McCarthy William Morton                                 | tandem (m)               | series       | serie 7: 3de                                                                              |
| William Anderson Walter Andrews Frederick McCarthy William Morton | ploegenachtervolging (m) | Brons        | serie 2: W van Verenigde Staten: walk-over halve finale 1: V van Groot-Brittannië: 2.29,2 |

### Worstelen
| Olympiër    | Onderdeel | Resultaat | Prestatie                                                                     |
| ----------- | --------- | --------- | ----------------------------------------------------------------------------- |
| Aubert Coté | -54kg (m) | Brons     | 1ste ronde: vrij kwartfinale: W van GBR Davis halve finale: V van USA Mehnert |

### Zwemmen
| Olympiër         | Onderdeel           | Resultaat | Prestatie              |
| ---------------- | ------------------- | --------- | ---------------------- |
| Robert Zimmerman | 100m vrije slag (m) | series    | serie 7: 2de in 1.35,0 |
| Robert Zimmerman | 100m rugslag (m)    | series    | serie 3: 3de           |

Argentinië · Australazië · België · Bohemen · Canada · Denemarken · Duitsland · Finland · Frankrijk · Griekenland · Groot-Brittannië · Hongarije · Italië · Nederland · Noorwegen · Oostenrijk · Rusland · Turkije · Verenigde Staten · Zuid-Afrika · Zweden · Zwitserland